# Васкес Диас, Рене
Рене Васкес Диас (исп. René Vázquez Díaz; род. 7 сентября 1952, Кайварьен, провинция Вилья-Клара) — кубинский писатель, драматург, журналист и переводчик, пишет на испанском и шведском языках.

## Биография
В начале 1970-х был командирован кубинским правительством в Польшу для учебы на инженера-кораблестроителя. В 1975 перебрался оттуда в Швецию, где с тех пор живет в Мальмё. Занимался журналистикой, переводил стихи и прозу современных шведских авторов (Тумас Транстрёмер, Б.Тротциг, Ларс Нурен, Катарина Фростенсон и др.).
Координатор кубинских программ в Международном центре имени Улофа Пальме в Стокгольме.

## Творчество
Автор романной трилогии о Кубе Эра воображения (1987), Остров Кундеамор (1995), Любовь, которая уходит (2006). Кроме того, ему принадлежит исторический роман Фредрика в раю (1999) о побывавшей на Кубе в 1851 шведской писательнице, путешественнице, феминистке Фредрике Бремер, книга о кубинской кухне Вкус Кубы (2002), монография об Артуре Лундквисте (2006, на шведском языке) и др.

## Произведения
- La Era imaginaria (1987, переизд.1991)
- El último concierto (1992, пьеса)
- Querido traidor (1993)
- Difusos mapas (1994)
- La Isla del cundeamor (1995)
- Fredrika en el paraíso (1999)
- Florina (2003)
- El sabor de Cuba (2002)
- Un amor que se nos va (2006)
- De pronto al doctor Leal (2007, Международная премия Хуана Рульфо)
- El pez sabe que la lombriz oculta un anzuelo (2009)
- Ciudades junto al mar (2011)

## Признание
Книги Васкеса Диаса переведены на английский, французский, немецкий, итальянский, шведский, финский языки.